# Río Palacios
El río Palacios un curso natural de agua de la Región del Libertador General Bernardo O'Higgins que nace en las faldas del volcán Tinguiririca y fluye en dirección general suroeste hasta desembocar en el río Las Damas en la cuenca del río Rapel.

## Trayecto
El río Palacios drena la cordillera de los Andes y nace a los pies del volcán Tinguiririca y fluye en dirección general suroeste hasta desembocar en el río Damas (Tinguiririca).: 357 

## Historia
Luis Risopatrón lo describe así en su Diccionario Jeográfico de Chile (1924) sobre el río:: 59 
Palacios (Rio de). Es de corto curso, nace de un ventisquero de las faldas S del volcan de Tinguiririca i afluye del N a los oríjenes del rio de Las Damas. 119, p. 74 i 134; i cajón en 134.